# Parafia Najświętszej Maryi Panny Wniebowziętej w Chicago
Parafia Najświętszej Maryi Panny Wniebowziętej w Chicago (ang. St. Mary of the Assumption Parish, Chicago) – dawna rzymskokatolicka parafia znajdująca się w archidiecezji chicagowskiej, w Riverdale, w Chicago, w Stanach Zjednoczonych.

## Historia
W 1886 ok. 30 rodzin katolickich z Riverdale, pochodzenia głównie polskiego i niemieckiego, zwróciło się do arcybiskupa chicagowskiego Patricka Feehana z prośbą o utworzenie parafii w tej części Chicago. Arcybiskup przychylił się do ich prośby, erygując parafię i powierzając ją benedyktynom. W 1887 oddano do użytku kościół. Przy parafii uruchomiono także szkołę, prowadzoną przez siostry zakonne. Początkowo msze odprawiane były w co drugą niedzielę i we wszystkie święta.
W 1903, ze względu na rozwój parafii, postanowiono, aby w parafii na stałe rezydował kapłan. Wówczas benedyktynów zastąpili księża archidiecezjalni. W 1905 zbudowano plebanię. W 1913 zakupiono działkę, na której w 1917 powstały nowy kościół i szkoła.
W wyniku rozkwitu gospodarczego po II wojnie światowej w południowych przedmieściach Chicago osiedliło się wiele rodzin. Aby sprostać ich potrzebom, w 1957 zbudowano nowy, większy kościół.
Liczba parafian gwałtownie spadała od 1980. Schematyzm Archidiecezji Chicagowskiej z 2011 podawał, że w parafii zarejestrowane były 234 rodziny. Regularnie praktykowało 125 osób. Parafia była wieloetniczna. Terytorium parafii zmagało się z wyludnianiem. Wiele nieruchomości było pustostanami.
W 2011, podczas reorganizacji sieci parafialnej, parafia została połączona z parafią Najświętszej Maryi Panny Królowej Apostołów w Riverdale, która w 1953 została wydzielona z parafii Najświętszej Maryi Panny Wniebowziętej. Ze względów ekonomicznych (budynki parafii Najświętszej Maryi Panny Wniebowziętej były starsze i droższe w utrzymaniu) siedzibą parafii został kościół Najświętszej Maryi Panny Królowej Apostołów. Budynki parafii Najświętszej Maryi Panny Wniebowziętej zostały natomiast sprzedane osobie prywatnej i w kolejnych latach popadły w ruinę.
W 2019, podczas kolejnego łączenia parafii, teren dawnej parafii Najświętszej Maryi Panny Wniebowziętej został włączony do parafii Chrystusa Naszego Zbawiciela w South Holland.

## Ludzie związani z parafią
Wychowankiem parafii jest papież Leon XIV. W młodości był on w niej ministrantem, śpiewał w chórze oraz uczęszczał do parafialnej szkoły podstawowej, którą ukończył w 1969.